# セヴェリーノ・ガッゼローニ

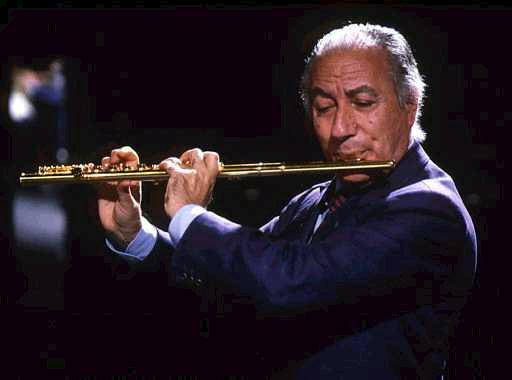
セヴェリーノ・ガッゼローニ

セヴェリーノ・ガッゼローニ（Severino Gazzelloni [gadzzelˈloːni], 1919年1月5日 - 1992年11月21日）は、イタリアのフルート奏者。日本語ではガッツェローニとも。
ロッカセッカ出身で、カッシーノに没した。サンタ・チェチーリア国立アカデミアに学ぶ。RAI管弦楽団の首席フルート奏者を30年にわたって続け、ソリストとして現代音楽の作曲家から多くの作品を献呈された。ストラヴィンスキー、ピエール・ブーレーズ、ルチアーノ・ベリオらから献呈された作品を初演しただけでなく、ヴァレーズの《密度21.5》を普及させ、福島和夫に新作を依嘱し、その《冥》を初演したなどの功績もある。シエナのキージ音楽アカデミーやダルムシュタット夏季現代音楽講習会での活躍により、フルート教師としても著名である。ジャズ奏者のエリック・ドルフィーは門下の一人である。